# Daniele Gasparini
Daniele Gasparini (Senigallia, 6 dicembre 1975) è un compositore italiano.

## La vita
Compie precocemente gli studi di composizione principalmente sotto la guida di Aurelio Samorì al conservatorio G. Rossini di Pesaro ed Azio Corghi presso l'Accademia Nazionale di Santa Cecilia a Roma, intraprendendo una carriera che, dopo il terzo premio al Masterprize di Londra (1997/98), lo porta ad ottenere prestigiosi riconoscimenti tra cui il Premio Valentino Bucchi (2000), il Premio 2 agosto (2002), Premio Reina Sofia (2004), il Premio Guido d'Arezzo (2006), il Groot Omroepkoor Prijs della Radio Nazionale Olandese (2007), il Premio Pablo Casals (2009) e a ricevere commissioni da istituzioni quali la Fondazione Arena di Verona e la Münchner Gesellschaft für Neue Musik. 
Eseguito da interpreti e formazioni di primo livello, quali la London Symphony Orchestra diretta da Daniel Harding, la BBC Symphony Orchestra, la Pittsburgh Symphony Orchestra, l'Orchestra della Radio-Televisione Spagnola (RTVE) diretta da Adrian Leaper, L'Orchestra della Radio Nazionale Polacca diretta da Christopher Lyndon-Gee, L'Orchestra della Radiotelevisione Croata diretta da Ari Rasilainen, Salvatore Accardo, Tzimon Barto, il Trio di Parma, l'Ensemble Calliopée, il Quartetto Noûs e così via. Nel dicembre 2013 gli è stato assegnato il Premio Monodramma, promosso dal NED Ensemble in collaborazione con l'Accademia per l'Opera Italiana di Verona e le Edizioni Suvini Zerboni, per il suo Incubi e amore su libretto di Raul Montanari. Nel marzo 2014 il Lake Eustis Institute (Florida) gli assegna il Barto Prize per l'opera pianistica Tres recuerdos del cielo. Nel dicembre 2015 la Karol Szymanowski Music Society e l'Orchestra Sinfonica della Radio Nazionale Polacca gli assegnano il Karol Szymanowski Composition Prize. Ha insegnato a L'Aquila presso il Conservatorio Alfredo Casella e attualmente insegna al Conservatorio Gioachino Rossini di Pesaro. 
Caratterizzata da uno stile fortemente personale la musica di Gasparini è una musica «che qualcuno potrebbe considerare neostrutturalista per il rigore quasi matematico con cui è costruita: tutti i procedimenti tipici della “musica contemporanea” vi sono utilizzati, ivi compresi i rapporti proporzionali della “sezione aurea” e le permutazioni serialeggianti. Anche l'acribia notazionale procede nella stessa direzione (una direzione il cui tecnicismo qualcuno giudicherebbe fin troppo “accademico”). In realtà il risultato sonoro di questa costruzione, così iperstrutturata, è sorprendentemente espressivo, anzi psicagogico e a tratti perfino allucinogeno: la musica ti risucchia in un teatro mentale affascinante ed inquietante, stracolmo di eventi, anche traumatici, suggestioni e paesaggi interiori. La componente onirica e visionaria, così evidente, non ha però nulla di espressionistico. Le ombre e i fantasmi che abitano la musica di Gasparini sono il prodotto di un processo compositivo ordinato e cristallino, di un modus operandi (forse un po' ossessivo) la cui meta è la costruzione di un mondo ″où l'Indécis au Précis se joint″. Un mondo in cui, come in un quadro di Chagall, anche le allucinazioni sono leggere come bolle di sapone. In cui tutto è controllato e regolato iuxta propria principia. Un mondo musicale perfetto, insomma, che proprio per questo non esiste» (Emilio Sala, Teatro per quintetto, Il giornale della musica, 11/2009, p. 30).

## Opere principali
- Through the Looking Glass (1997) per orchestra sinfonica
- Le mummie di Federico Ruysch, operetta morale in musica (1999) per soli, coro ed ensemble su testo di Giacomo Leopardi
- Pensieri di cristallo (2000) per pianoforte
- La morte rose (2000) per violino e pianoforte
- La lente d'Oiram (2002) per quartetto di flauti
- Il violino invisibile (2002) per violino e orchestra
- È l'ora delle fate (2003) per ottetto di fiati e voce recitante su testi di William Shakespeare
- Myselves Passacaglia (2003) per orchestra sinfonica
- Dove la rosa scorda i suoi fantasmi (2004) per trio(violino, violoncello, pianoforte) e orchestra
- Why east wind chills (2004) per coro
- Quando il vento sognava (2008) per quintetto (flauto, clarinetto, violino, violoncello e pianoforte)
- Trans Europe Express (2012) per voce recitante, pianoforte e orchestra di fiati su testi di Raul Montanari
- Snowise, snowhere, snoway. Snowsense (2013) per orchestra sinfonica
- Incubi e amore (2013) monodramma per soprano, voce recitante ed ensemble strumentale; soggetto e libretto di Raul Montanari
- Tres recuerdos del cielo (2013) per pianoforte
- Day and Night (2017) per quartetto d'archi
- Invisible Cities (2018) concerto per pianoforte e orchestra
- Once beyond a time (2020) per orchestra sinfonica
- Stabat Mater (2022) per coro e quartetto di saxofoni